# Карликовые мангусты
Карликовые мангусты (лат. Helogale) — род млекопитающих из семейства мангустов (Herpestidae). Они являются самыми малыми представителями своего семейства и распространены в восточной и южной Африке . Ранее карликовые мангусты делились на восемь видов, однако сегодня большинство из них считается подвидами, в то время как видами рассматриваются только два: крошечный мангуст (Helogale hirtula) и карликовый мангуст (Helogale parvula).

## Внешность
Карликовые мангусты достигают длины от 18 до 26 см, не считая хвоста, длина которого составляет от 12 до 20 см. Их масса колеблется между 230 и 260 г. Шерсть окрашена по-разному, главным образом она серая или коричневая, существуют и полностью чёрные особи. У некоторых животных шея и грудь имеет более красноватый оттенок, а лапы и хвост несколько темней, чем остальная шерсть.

## Распространение

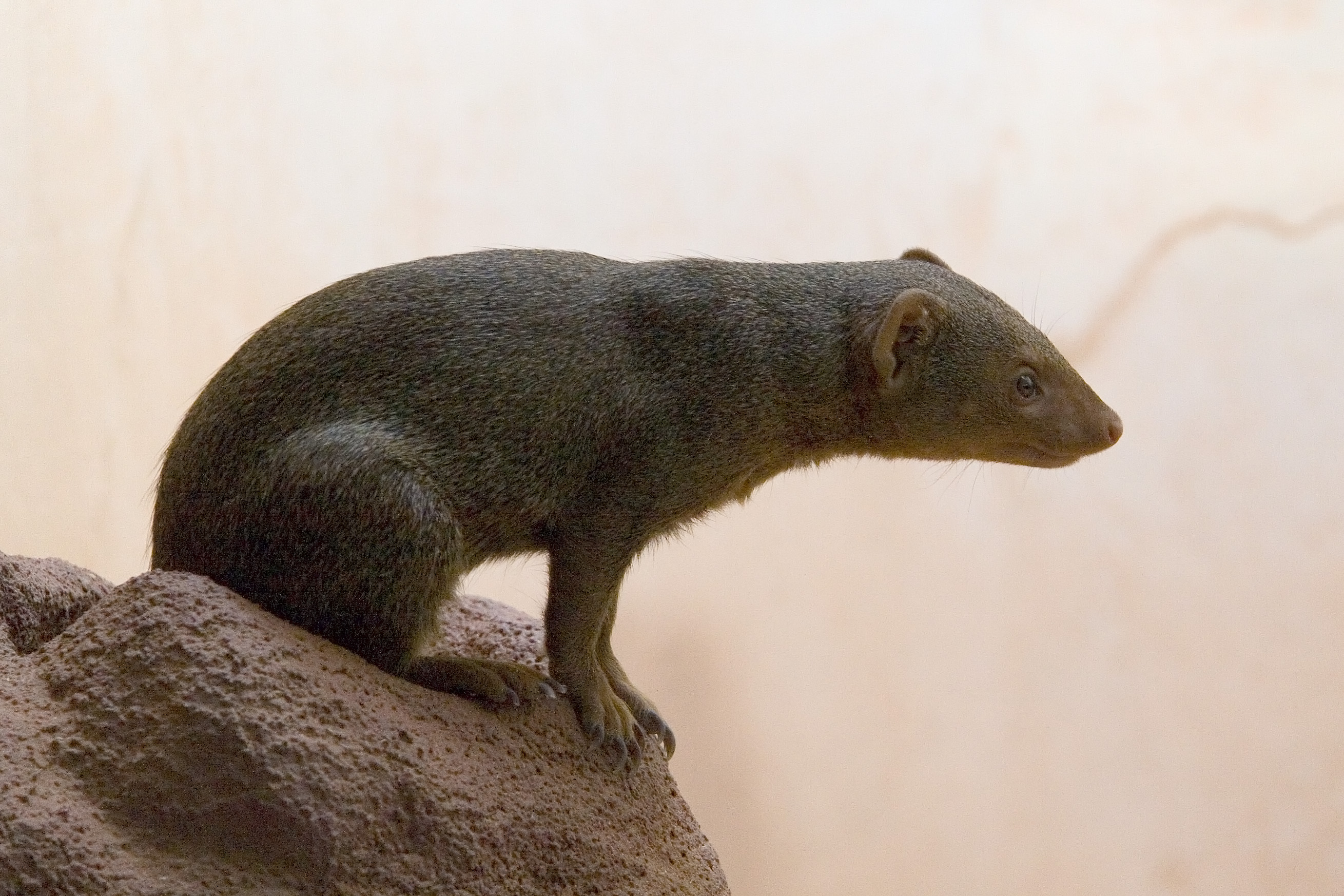
Карликовый мангуст

Восточный карликовый мангуст населяет относительно небольшой ареал в Эфиопии, Сомали и северной Кении, а его южный сородич распространён от Эфиопии до Анголы, а также во всей Восточной Африке. Помимо саванн они встречаются в негустых лесах и полупустынях, а также в горах на высоте до 1800 м.

## Поведение
Карликовые мангусты активны в дневное время и являются весьма социальными животными, живущими в группах от четырёх до пятнадцати особей. Группу как правило возглавляет доминантная самка. Потомки доминантной парочки помогают при воспитании другого потомства. Распадается группа обычно лишь тогда, когда доминантная самка умирает.

## Питание

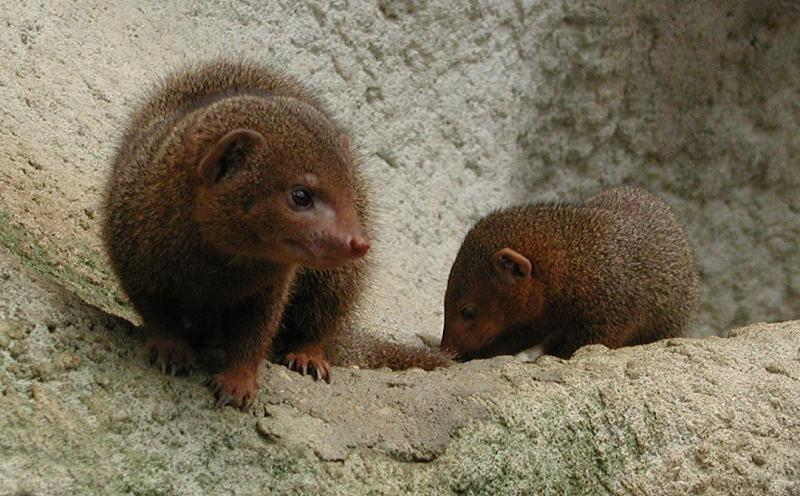
Карликовые мангусты

Пища карликовых мангустов состоит почти исключительно из насекомых. Кроме них иногда поедаются и улитки. Для того, чтобы разбить ракушку, в которой прячется улитка, мангуст берёт её в задние лапы и кидает против камня.

## Размножение
Два или три раза в год самка рождает после 50-дневной беременности от одного до семи (в среднем четыре) детёнышей. На протяжении по меньшей мере 45 дней они вскармливаются молоком, однако параллельно начинают снабжаться другими членами группы твёрдой пищей. Только в возрасте трёх лет они становятся взрослыми, а их средняя продолжительность жизни составляет до двенадцати лет.